# Non-Stop Erotic Cabaret
Non-Stop Erotic Cabaret es el álbum debut del dúo británico de synthpop Soft Cell, publicado el 27 de noviembre de 1981 por Some Bizarre y Sire Records. El álbum fue producido por el tecladista del dúo David Ball junto con Daniel Miller y Mike Thorne.
La temática central del álbum se basó en el ambiente nocturno y solitario que experimentaron los miembros del dúo viviendo en el barrio bajo de Soho, en Londres, que era famoso por ser un sitio lúgubre, frecuentado mayoritariamente por criminales y prostitutas.
El disco fue un éxito comercial y crítico, el cual se vio reforzado por el éxito del sencillo principal, Tainted Love, canción insigne de la agrupación, tomada de una versión original de la cantante estadounidense Gloria Jones. La canción en cuestión, lanzada en julio de 1981, se convirtió en número 1 en todo el mundo y fue el sencillo más vendido del Reino Unido en ese año.
Los otros dos sencillos del álbum, Bedistter y Say Hello, Wave Goodbye, entraron a los cinco primeros puestos de las listas británicas en 1982. Además de su éxito en el Reino Unido, el álbum reportó ventas por adelantado en Estados Unidos que superaban las 200.000 copias, pese a que tiempo después fue vetado por su temática sexual explícita. Se considera a la fecha que su álbum más exitoso y vendido.
Su influencia pemitió el desarrollo del synthpop británico de mediados y finales de los años 80. El disco fue incluido en varios listados musicales de popularidad, incluyendo los 1001 discos que hay que oír antes de morir, y los 25 mejores álbumes universitarios radiales de todos los tiempos.

## Listado de canciones
- Todas las canciones estuvieron compuestas por David Ball y Marc Almond, excepto «Tainted Love», compuesta originalmente por Ed Cobb.

Edición original (1981)
| N.º | Título                    | Duración |  |
| 1.  | «Frustration»             | 4:12     |  |
| 2.  | «Tainted Love»            | 2:34     |  |
| 3.  | «Seedy Films»             | 5:05     |  |
| 4.  | «Youth»                   | 3:15     |  |
| 5.  | «Sex Dwarf»               | 5:18     |  |
| 6.  | «Entertain Me»            | 3:36     |  |
| 7.  | «Chips On My Shoulder»    | 4:06     |  |
| 8.  | «Bedsitter»               | 3:36     |  |
| 9.  | «Secret Life»             | 3:37     |  |
| 10. | «Say Hello, Wave Goodbye» | 5:23     |  |

| CD2 contenido en la remasterización de 1996 |                          |          |  |
| N.º                                         | Título                   | Duración |  |
| 11.                                         | «Where Did Our Love Go?» | 3:13     |  |
| 12.                                         | «Memorabilia»            | 4:49     |  |
| 13.                                         | «Facility Girls»         | 2:25     |  |
| 14.                                         | «Fun City»               | 7:31     |  |
| 15.                                         | «Torch»                  | 4:08     |  |
| 16.                                         | «Insecure Me»            | 4:40     |  |
| 17.                                         | «What?»                  | 2:50     |  |
| 18.                                         | «....So»                 | 3:49     |  |

| Pistas extras de la remasterización de 2002 |                                                  |          |  |
| N.º                                         | Título                                           | Duración |  |
| 1.                                          | «Tainted Love / Where Did Our Love Go (12" Mix)» | 8:58     |  |
| 2.                                          | «Tainted Dub»                                    | 9:50     |  |

## Créditos
| Soft Cell - Marc Almond – voz principal y coros - David Ball – sintetizadores, Caja de ritmos y coros Otros músicos - Cindy Ecstasy – coros - David Tofani – saxofón y clarinete - John Gatchell – trompeta y fliscorno - Vicious Pink Phenomena – coros | Producción - Daniel Miller – Productor - Mike Thorne – Productor - Arun Chakraverti, Jack Skinner – Masterización - Michael Christopher – Asistente de sonido - Harvey Goldberg – Mezclador - Paul Hardiman, Don Wershba – Ingenieros musicales - Andy Hoggman, Nicky Kalliongis – Ingenieros asistentes - Peter Ashworth – Fotografía |